# Liam Broady
Liam Tarquin Broady (Stockport, 4 gennaio 1994) è un tennista britannico.

## Biografia
Da juniores è stato il nº 2 del ranking mondiale, ha vinto i tornei juniores di doppio a Wimbledon 2010 e all'Australian Open 2012, mentre nei tornei di categoria in singolare ha raggiunto le finali a Wimbledon 2011 e agli US Open 2012.
Nella carriera da professionista, ha al suo attivo alcune apparizioni nei tornei del circuito maggiore e solo in tre casi ha superato il secondo turno, due dei quali nel torneo di singolare alle Olimpiadi di Tokyo nel 2021 e al torneo di Wimbledon nel 2022. A livello Challenger ha vinto un titolo in singolare a Bienne nel 2021.
Anche la sorella maggiore Naomi Broady ha intrapreso la carriera di tennista professionista e ha raggiunto la top 100 del ranking WTA in singolare e in doppio.

## Statistiche

### Tornei minori

#### Singolare

##### Vittorie (9)
| Legenda tornei minori |
| Challenger (2)        |
| Futures (7)           |

| N. | Data              | Torneo                              | Superficie  | Avversario in finale | Punteggio        |
| 1. | 7 settembre 2013  | Great Britain F18, Sheffield        | Cemento     | Robert Carter        | 6-2, 6-1         |
| 2. | 26 aprile 2014    | Great Britain F9, Bournemouth       | Terra       | Luke Bambridge       | 7-5, 6-2         |
| 3. | 24 agosto 2014    | Canada F8, Winnipeg                 | Cemento     | Blake Mott           | 6-3, 6-4         |
| 4. | 13 settembre 2014 | Great Britain F16, Wrexham          | Cemento     | Edward Corrie        | 3-6, 7-5, 7–6(6) |
| 5. | 19 ottobre 2014   | USA F28, Mansfield                  | Cemento     | Dimitar Kutrovsky    | 1-6, 7–6(2), 6-0 |
| 6. | 4 ottobre 2015    | Turkey F39, Adalia                  | Cemento     | Luke Bambridge       | 7-5, 6-3         |
| 7. | 7 febbraio 2016   | Great Britain F1, Glasgow           | Cemento (i) | Adrien Bossel        | 6-3, 4-6, 6-2    |
| 8. | 26 settembre 2021 | Challenger Biel/Bienne, Biel/Bienne | Cemento (i) | Marc-Andrea Hüsler   | 7-5, 6-3         |
| 9. | 12 febbraio 2023  | Vitas Gerulaitis Cup, Vilnius       | Cemento (i) | Zdeněk Kolář         | 6-4, 6-4         |

##### Finali perse (15)
| Legenda tornei minori |
| Challenger (9)        |
| Futures (6)           |

| N. | Data              | Torneo                                                | Superficie  | Avversario in finale | Punteggio     |
| 1. | 2 novembre 2014   | Charlottesville Men's Pro Challenger, Charlottesville | Cemento     | James Duckworth      | 7-5, 3-6, 2-6 |
| 2. | 13 agosto 2017    | Nordic Naturals Challenger, Aptos                     | Cemento     | Aleksandr Bublik     | 2-6, 3-6      |
| 3. | 28 ottobre 2017   | Las Vegas Tennis Open, Las Vegas                      | Cemento     | Stefan Kozlov        | 6-3, 5-7, 4-6 |
| 4. | 28 aprile 2019    | Torneo Internacional Challenger León, León            | Cemento     | Blaž Rola            | 4-6, 6-4, 3-6 |
| 5. | 28 aprile 2019    | Internazionali di Tennis Emilia Romagna, Parma        | Cemento (i) | Cedrik-Marcel Stebe  | 4-6, 4-6      |
| 6. | 14 febbraio 2021  | PotchOpen, Potchefstroom                              | Cemento     | Benjamin Bonzi       | 5-7, 4-6      |
| 7. | 14 marzo 2021     | Biella Challenger Indoor III, Biella                  | Cemento (i) | Andreas Seppi        | 2-6, 1-6      |
| 8. | 26 marzo 2023     | Challenger Biel/Bienne, Biel/Bienne                   | Cemento (i) | Jurij Rodionov       | 3-6, 0-0 rit. |
| 9. | 24 settembre 2023 | Saint-Tropez Open, Saint-Tropez                       | Cemento     | Constant Lestienne   | 6-4, 3-6, 4-6 |

#### Doppio

##### Vittorie (14)
| Legenda tornei minori |
| Challenger (1)        |
| Futures (13)          |

| Superficie   |
| ------------ |
| Cemento (10) |
| Terra (3)    |
| Erba (0)     |

| N.  | Data            | Torneo                        | Superficie  | Compagno            | Avversari in finale                  | Punteggio           |
| 1.  | 30 luglio 2011  | Great Britain F11, Chiswick   | Cemento     | Daniel Evans        | Lewis Burton Edward Corrie           | 7–6(3), 4-6, [10-7] |
| 2.  | 12 maggio 2012  | Great Britain F8, Newcastle   | Terra rossa | Daniel Smethurst    | Jack Carpenter Ashley Hewitt         | 7–6(6), 6-0         |
| 3.  | 25 maggio 2013  | Egypt F8, Sharm El Sheikh     | Terra rossa | Joshua Ward-Hibbert | Marco Crugnola Riccardo Sinicropi    | 6-3, 7-5            |
| 4.  | 2 agosto 2013   | Great Britain F15, Nottingham | Cemento     | Joshua Ward-Hibbert | Scott Clayton Toby Martin            | 4-6, 6-3, [10-6]    |
| 5.  | 9 agosto 2013   | Great Britain F16, Chiswick   | Cemento     | Joshua Ward-Hibbert | David Rice Sean Thornley             | 7–6(5), 2-6, [10-6] |
| 6.  | 11 ottobre 2013 | Israel F13, Acri              | Cemento     | Joshua Ward-Hibbert | Ivo Klec Michal Schmid               | 6-3, 6-0            |
| 7.  | 8 marzo 2014    | Great Britain F7, Preston     | Cemento (i) | Luke Bambridge      | Frederik Nielsen Joshua Ward-Hibbert | 6-4, 6-4            |
| 8.  | 5 aprile 2014   | Qatar F1, Doha                | Cemento     | Joshua Ward-Hibbert | Lorenzo Frigerio Luca Vanni          | 6-3, 7-5            |
| 9.  | 6 luglio 2014   | USA F19, Pittsburgh           | Terra rossa | Luke Bambridge      | Gonzales Austin Quinton Vega         | 7-5, 6-4            |
| 10. | 20 luglio 2014  | USA F20, Tulsa                | Cemento     | Luke Bambridge      | Daniel Garza Raul Isaias Rosas-Zarur | 6-4, 5-2 rit.       |
| 11. | 27 luglio 2014  | USA F21, Godfrey              | Cemento     | Luke Bambridge      | Brett D. Clark Ronnie Schneider      | 6-3, 6-2            |
| 12. | 3 agosto 2014   | USA F22, Decatur              | Cemento     | Luke Bambridge      | Scott Clayton Toby Martin            | 5-7, 6-2, [10-7]    |
| 13. | 19 ottobre 2014 | USA F28, Mansfield            | Cemento     | Dennis Novikov      | Henrique Cunha Dimitar Kutrovsky     | 4-6, 6-3, [10-7]    |
| 14. | 10 giugno 2023  | Surbiton Trophy, Surbiton     | Erba        | Jonny O'Mara        | Alexei Popyrin Aleksandar Vukic      | 6-4, 5-7, [10-8]    |

## Risultati in progressione
| Sigla | Risultato               |
| ----- | ----------------------- |
| V     | Vincitore               |
| F     | Finalista               |
| SF    | Semifinalista           |
| O     | Oro olimpico            |
| A     | Argento olimpico        |
| SF    | Bronzo olimpico         |
| QF    | Quarti di Finale        |
| 4T    | Quarto turno            |
| 3T    | Terzo turno             |
| 2T    | Secondo turno           |
| 1T    | Primo turno             |
| RR    | Round Robin             |
| LQ    | Turno di qualificazione |
| A     | Assente                 |
| ND    | Non disputato           |

| Legenda superfici    |
| -------------------- |
| Cemento              |
| Terra battuta        |
| Erba                 |
| Superficie variabile |

### Singolare
| Torneo                     | 2011 | 2012 | 2013          | 2014          | 2015          | 2016 | 2017          | 2018          | 2019          | 2020          | 2021 | V-S |
| Tornei Grande Slam         |      |      |               |               |               |      |               |               |               |               |      |     |
| Australian Open, Melbourne | A    | A    | A             | A             | Q3            | A    | A             | Q1            | A             | Q1            | Q1   | 0-0 |
| Open di Francia, Parigi    | A    | A    | A             | A             | Q1            | A    | A             | Q1            | A             | 1T            | Q2   | 0-1 |
| Wimbledon, Londra          | Q2   | Q1   | A             | A             | 2T            | 1T   | Q2            | 1T            | Q3            | ND            | 2T   | 2-4 |
| US Open, New York          | A    | A    | A             | A             | Q1            | A    | A             | Q2            | A             | A             | Q2   | 0-0 |
| Vittorie-Sconfitte         | 0-0  | 0-0  | 0-0           | 0-0           | 1-1           | 0-1  | 0-0           | 0-1           | 0-0           | 0-1           | 1-1  | 2-5 |
| Giochi Olimpici            |      |      |               |               |               |      |               |               |               |               |      |     |
| Giochi Olimpici            | ND   | A    | Non disputati | Non disputati | Non disputati | A    | Non disputati | Non disputati | Non disputati | Non disputati | 3T   | 2-1 |
| Vittorie-Sconfitte         | ND   | 0-0  | Non disputati | Non disputati | Non disputati | 0-0  | Non disputati | Non disputati | Non disputati | Non disputati | 2-1  | 2-1 |

### Doppio
| Torneo                     | 2011 | 2012 | 2013          | 2014          | 2015          | 2016 | 2017          | 2018          | 2019          | 2020          | 2021 | V-S |
| Tornei Grande Slam         |      |      |               |               |               |      |               |               |               |               |      |     |
| Australian Open, Melbourne | A    | A    | A             | A             | A             | A    | A             | A             | A             | A             | A    | 0-0 |
| Open di Francia, Parigi    | A    | A    | A             | A             | A             | A    | A             | A             | A             | A             | A    | 0-0 |
| Wimbledon, Londra          | Q1   | 1T   | A             | A             | 1T            | Q1   | Q1            | 2T            | 1T            | ND            | 1T   | 1-5 |
| US Open, New York          | A    | A    | A             | A             | A             | A    | A             | A             | A             | A             | A    | 0-0 |
| Vittorie-Sconfitte         | 0-0  | 0-1  | 0-0           | 0-0           | 0-1           | 0-0  | 0-0           | 1-1           | 0-1           | 0-0           | 0-1  | 1-5 |
| Giochi Olimpici            |      |      |               |               |               |      |               |               |               |               |      |     |
| Giochi Olimpici            | ND   | A    | Non disputati | Non disputati | Non disputati | A    | Non disputati | Non disputati | Non disputati | Non disputati | A    | 0-0 |
| Vittorie-Sconfitte         | ND   | 0-0  | Non disputati | Non disputati | Non disputati | 0-0  | Non disputati | Non disputati | Non disputati | Non disputati | 0-0  | 0-0 |